# ريغي هولمز (لاعب كرة قدم أمريكية)
ريغي هولمز (بالإنجليزية: Reggie Holmes)‏ هو لاعب كرة قدم أمريكية ولاعب كرة قدم كندية أمريكي، ولد في 13 سبتمبر 1945 في ماكون في الولايات المتحدة.

## وصلات خارجية
- ريغي هولمز على موقع JustSportsStats.com (الإنجليزية)